# Stevie Nicks
Stevie Nicks (n. 26 mai 1948) este o cântăreață și textieră americană, cunoscută pentru activitatea din cadrul formației Fleetwood Mac.

## Discografie
Albume solo
- Bella Donna (1981)
- The Wild Heart (1983)
- Rock a Little (1985)
- The Other Side of the Mirror (1989)
- Street Angel (1994)
- Trouble in Shangri-La (2001)
- In Your Dreams (2011)